# 萨马德·巴赫拉米
萨马德·尼卡·巴哈拉米（波斯語：‎，1983年5月11日—），出生于伊朗德黑兰，伊朗职业篮球运动员，曾效力于中国CBA球会福建鲟（2013-14）和浙江金牛（2015-16）。

## 伊朗国家男子篮球队
- 2002年亞洲U18籃球錦標賽獲得銀牌在2004年亞洲U20籃球錦標賽獲得金牌。他在2004年和2005年西亞籃球錦標賽獲得金牌。
- 2006年亞運會贏得銅牌，2007年亞洲男子籃球錦標賽，2009年亞洲男子籃球錦標賽以及2013年亞洲男子籃球錦標賽都獲得金牌。
- 2009年威廉瓊斯杯，對陣約旦國家隊。伊朗國家隊在半決賽中以77-75擊敗約旦，在決賽以70-52擊敗東道主中華台北隊。

## 外部連結
- 巴赫拉米在fiba.basketball（英语）
- 巴赫拉米在archive.fiba.com（archived）（英语）
- 巴赫拉米在Basketball-Reference.com（國際）（英语）
- 巴赫拉米在Eurobasket.com（球員）（英语）
- 巴赫拉米在RealGM（英语）
- 巴赫拉米在Proballers（英语）
- 巴赫拉米在中国篮球数据库（新浪网）
- 巴赫拉米在Olympedia（英语）